# ابراهیم (سوره)
سوره ابراهیم در مکه نازل شده و ۵۲ آیه دارد. ممکن است آیه‌های ۲۸ و ۲۹ آن در مورد کشته‌شدگان بدر در مدینه نازل شده باشد. این سوره به دلیل بیان مطالبی دربارهٔ ابراهیم سوره ابراهیم نامیده شده و مانند سوره‌های قبلش یونس، هود، یوسف با «الر» آغاز شده‌است. اولین آیه این سوره‌ها دربارهٔ اوصاف قرآن است. سوره ابراهیم دارای هفت واحد موضوعی (رکوع) است.
سوره ابراهیم که پس از سوره رعد و قبل از سوره حجر قرار گرفته‌است، دارای مشابهت‌ها و همبستگی‌های مشهوری با سوره حجر است که در دیدگاه زوجیت سوره‌ها زوج سوره ابراهیم می‌باشد. از جمله این همبستگی‌ها می‌توان به این موارد اشاره کرد:
- پایان سوره ابراهیم با وصف قرآن و آغاز سوره حجر با همین وصف
- در هر دو سوره به اصل رسالت از طرف خدا و مخالفت با آن و تحقق سنت الهی در اقوام گذشته پرداخته شده‌است با این تفاوت که در سوره حجر تفصیل بیشتری دارد
- در هر دو سوره از ابراهیم در چندین آیه یاد شده‌است
- در سوره ابراهیم به اغوای شیطان اشاره شده‌است و در سوره حجر به علت یابی آن پرداخته و در این‌باره بیانی تفصیل‌گونه دارد
سوره ابراهیم جزء پنج سوره الراءات (سوره‌هایی که با الر آغاز می‌شوند) یعنی یونس، هود، یوسف، ابراهیم و حجر است و در ترتیب مصحف رایج و ترتیب تلاوت پشت سرهم آمده‌اند جز این‌که سوره رعد که با المر آغاز می‌شود بعد از یوسف و قبل از ابراهیم در میان آن‌ها قرار گرفته‌است. سیوطی به نقل از برخی علمای گذشته «الراءات» را بساتین القرآن نامیده‌است. این سوره در دسته‌بندی الهام گرفته از حدیثی از محمد که قرآن را به چهار قسم سبع‌طوال، مثانی، مئین، و مفصل تقسیم می‌کند در شمار سوره‌های مثانی محسوب شده‌است. در این سوره به شکستن بت‌ها توسط ابراهیم، یکتاپرستی، معاد، اقوام بنی اسرائیل و عاد و ثمود نیز اشاره شده‌است.